# Diocèse de Kapsabet
Le diocèse de Kapsabet est un diocèse catholique au Kenya élevé par Léon XIV en juillet 2025.

## Histoire
Il est érigé par le pape Léon XIV à partir d'un détachement du diocèse d'Eldoret.
Il dépend à sa création de la province ecclésiastique de Kisumu.
Il correspond au comté de Nandi. La cathédrale siège est l'ancienne église Saint Pierre de Kapsabet.

## Liste des évêques
- John Kiplimo Lelei (en), depuis le 10 juillet 2025 (auparavant évêque auxiliaire d'Eldoret et titulaire de Mons-en-Numidie (de)